# Haedropleura flexicosta
Haedropleura flexicosta é uma espécie de gastrópode do gênero Haedropleura, pertencente a família Horaiclavidae.